# Andrzej Szonert
Andrzej Szonert (ur. 3 stycznia 1938 w Krynkach, zm. 17 października 1993 w Łodzi) – polski malarz i grafik.

## Życiorys
Szonert w 1964 ukończył studia w Państwowej Wyższej Szkole Sztuk Plastycznych w Łodzi, w której w 1967 podjął pracę dydaktyczną, prowadząc pracownię malarstwa i rysunku. W latach 1967–1969 był komisarzem wystaw dyplomowych oraz kierował plenerami artystycznymi Artystów Plastyków Projektantów. Od 1974 był komisarzem generalnym wystawy uczelni, zorganizowanej podczas „Panoramy XXX-lecia” w Warszawie oraz 1980 w trakcie „Wystawy Pedagogów” z okazji XXXV-lecia uczelni. Był dziekanem Wydziału Wzornictwa. Działał w Związku Polskich Artystów Plastyków, od 1970 należał do Zarządu Okręgu Łódzkiego, od 1973 był także wiceprezesem ds. artystycznych oraz w latach 1977–1979 pełnił funkcję pełnomocnika zarządu okręgu ds. absolwentów oraz należał do rady artystycznej w sekcji malarstwa. Ponadto inicjował i był komisarzem „Triennale Malarstwa Nasz Czas – Metafora – Tendencje” oraz wystawy pt. „Pokolenie 30/40”. W 1991 uzyskał tytuł profesora uczelni.
Został pochowany w części ewangelicko-augsburskiej Starego Cmentarza w Łodzi.

### Działalność artystyczna
Od 1964 uczestniczył w wielu wystawach, zarówno w Polsce, jak i za granicą, m.in. w:. Kanadzie, Niemczech, Bułgarii, Francji, Hiszpanii, na Węgrzech. Jego prace znajdują się w zbiorach prywatnych oraz w muzeach: Muzeum Sztuki w Łodzi, Muzeum Narodowym w Szczecinie, Muzeum Sportu i Turystyki w Warszawie oraz w zbiorach kilku Biur Wystaw Artystycznych, Urzędów Miejskich i innych instytucji. Szonert swoje obrazy utrzymywał w nurcie bezznaczeniowym, nawiązując do abstrakcjonizmu, sztuki typu informel dekoracyjnym stylizowaniem płótna, a także malarstwem gestu. Jego prace zachowywały wyraźną fakturę wynikającą z zamaszyście nanoszonej farby.

## Nagrody
- Nagroda Kierownika Wydziału Kultury za działalność kulturotwórczą (1970),
- Nagroda Ministra Kultury i Sztuki za osiągnięcia artystyczne i pedagogiczne (1978)[2].

## Odznaczenia
- Odznaka „Zasłużony Działacz Kultury” (1979) za całokształt swej działalności na rzecz kultury[2].